# Гончарук Яків Андрійович
Яків Андрійович Гончарук (нар. 27 лютого 1937, с. Березівка, Липовецький район, Вінницька область) — український вчений-економіст. Доктор економічних наук, професор. Академік АН ВШ України з 2005 року.

## Життєпис
Народився в с. Березівка, Липовецького району (нині — Вінницького району) Вінницької області.
У 1960 році закінчив економічний факультет Львівського торговельно-економічного інституту.
У 1960—1962 роках працював у ревізійному відділі Укоопспілки.
З 1962 року навчався в аспірантурі Львівського торговельно-економічного інституту.

## Наукова діяльність
У 1965—2007 роках працював у Львівському торгово-економічному інституті на посадах асистента, старшого викладача, доцента, професора кафедр «Облік і аудит», «Автоматизованих систем управління», завідувача кафедри, заступника декана, проректора з наукової роботи, ректора.
Наразі працює завідувачем кафедри «Облік і аудит» Львівського державного університету внутрішніх справ. Доктор економічних наук (1990), професор (1987).

## Наукові напрямки
Основні сфери наукових інтересів: управлінський облік, аудит інформатика, моделювання економічних процесів, економічна безпека держави і суб'єктів підприємництва.

## Наукові праці
Автор та співавтор понад 150 наукових праць, зокрема 4 монографій і 20 підручників і навчальних посібників.

## Нагороди
- Орденом «За заслуги» II та III ступенів;
- Грамотою Верховної Ради України;
- нагородою Ярослава Мудрого АН ВШ України.